# Var (Fluss)
Der Var ist ein ca. 114 km langer Küstenfluss in der Region Provence-Alpes-Côte d’Azur im Südosten Frankreichs. 

## Flusslauf
Der Var entspringt beim Weiler Estenc im Gemeindegebiet von Entraunes in der Nähe des Col de la Cayolle; er entwässert generell in südlicher Richtung durch die Seealpen und mündet nach rund 114 km zwischen dem Flughafen Nizza und dem Ort Saint-Laurent-du-Var in das Mittelmeer. Der Fluss verläuft fast vollständig im Département Alpes-Maritimes und durchquert auf einer Länge von etwa zehn Kilometern auch das Département Alpes-de-Haute-Provence.

## Etymologie
Der Name des Flusses leitet sich vom ligurischen Wort für Wasserlauf ab. 
Nach dem Fluss ist auch das Département Var benannt, das heute von ihm aber nicht mehr durchflossen wird. Der Grund dafür liegt darin, dass im Jahre 1860, beim Anschluss der Grafschaft Nizza an Frankreich, das Arrondissement Grasse, das vorher Teil des Département Var war, dem neugebildeten Département Alpes-Maritimes zugeschlagen wurde und so der Var sein gleichnamiges Département nicht mehr berührt. Es handelt sich um den einzigen Fall, in dem ein namensgebender Fluss das Département nicht durchfließt.
Der Fluss hat auch trotz der Namensgleichheit (von der Aussprache her) nichts mit dem Col de Vars zu tun, der ein Stück weiter nördlich im Tal der Ubaye liegt. 

## Orte am Fluss
(Reihenfolge in Fließrichtung)
- Entraunes
- Guillaumes
- Entrevaux
- Puget-Théniers
- Villars-sur-Var
- La Roquette-sur-Var
- Saint-Martin-du-Var
- Carros
- Gattières
- Saint-Jeannet
- La Gaude
- Nizza
- Saint-Laurent-du-Var

## Nebenflüsse
| Linke Nebenflüsse: - Cians (25 km) - Tinée (70 km) - Vésubie (46 km) | Rechte Nebenflüsse: - Coulomp (20 km) - Chalvagne (15 km) - Estéron (66 km) |